# Zygmunt Radnicki
Zygmunt Radnicki (ur. 1894 w Czortkowie na Podolu, zm. w listopadzie 1969 w Piwnicznej) – polski malarz i pedagog, reprezentant nurtów formizmu i postimpresjonizmu.

## Życiorys
Był jednym z sześciorga dzieci oficera wojska austro-węgierskiego Zygmunta Radnickiego i pisarki Marii Anny van Gember, Niemki pochodzenia holenderskiego. W małżeństwie z Natalią Stefanią Seidler (ślub 1921) miał córkę Irenę (ur. 1922) i syna Andrzeja (ur. 1925). W czasie nauki w klasie maturalnej w VIII Gimnazjum we Lwowie uczęszczał na naukę rysunku do Szkoły rysunkowej Leonarda Podhoreckiego. Studia rozpoczął w 1913 w Akademii Sztuk Pięknych w Krakowie u Stanisława Dębickiego.
W 1915 przerwał naukę w związku z powołaniem do wojska austriackiego. Rozpoczął kampanię wojenną, która rozciągnęła studia na okres dziesięciu lat. Zakończył ją w stopniu porucznika. W latach wojny studiował w przerwach w służbie wojskowej u Józefa Mehoffera i Wojciecha Weissa. Po powrocie do kraju zamieszkał we Lwowie. Był członkiem ugrupowań artystycznych: Formistów, Jednorogu i Awangardy. W 1921 pierwszy raz wystawiał swoje prace publicznie we Lwowie (Wystawa Formistów we Lwowie oraz Wystawa Dwóch – wraz ze Stanisławem Matusiakiem).
W latach 1925–1926 kontynuował studia w filii krakowskiej Akademii Sztuk Pięknych w Paryżu pod kierunkiem Józefa Pankiewicza. Tam zaprzyjaźnił się z członkami Komitetu Paryskiego, w tym z Janem Cybisem. Po powrocie do kraju zamieszkał we Lwowie. Był członkiem ugrupowań artystycznych: Formiści, Jednoróg, Awangarda i Nowa Generacja. 
Równolegle z działalnością artystyczną rozwijał karierę nauczycielską, którą rozpoczął w 1921 r. nauczając w rysunku w VIII, a następnie w IV Gimnazjum we Lwowie. Od 1929 był lektorem rysunku technicznego na Uniwersytecie Jana Kazimierza, a w latach trzydziestych nauczał także w żeńskim Gimnazjum Sacré Coeur. Był autorem pogadanek o sztuce w lwowskiej rozgłośni Polskiego Radia. Zajmował się także teorią sztuki i nauczania rysunku publikując swoje rozważania. Był jednym z największych znawców twórczości Paula Cézanne’a w Polsce.
W 1942 roku przeniósł się (opuszczając Lwów na zawsze) do swego domu w Piwnicznej. W czasie wojny pracował jako nauczyciel w Szkole Rzemieślniczej w Nowym Sączu. Po przeniesieniu się do Krakowa nauczał w Szkole Zawodowej Żeńskiej. W roku 1946 został powołany na stanowisko profesora Akademii Sztuk Pięknych w Krakowie. W latach 1951–52 pełnił funkcję rektora. Od 1958 kierował Katedrą zespolona rysunku i malarstwa. Dwukrotnie był prezesem okręgu krakowskiego Związku Polskich Artystów Plastyków. W 1965 odszedł z akademii na emeryturę.
W drugiej połowie lat 60. pracował dzieląc czas między Kraków, Piwniczną i Warszawę. Zmarł nagle w listopadzie 1969 roku w Piwnicznej. Przygotowywał dużą wystawę w Krakowie, którą otwarto już po jego śmierci. Pochowany został na cmentarzu Rakowickim w Krakowie.

## Twórczość

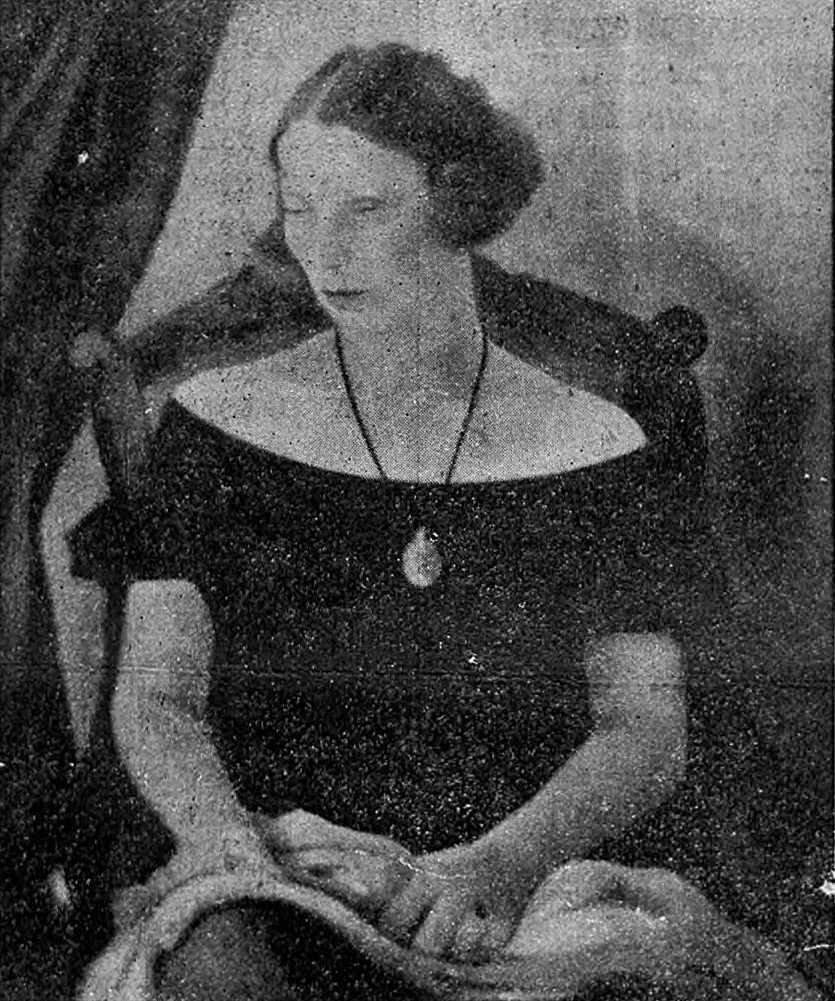
Obraz Portret p. J.

Głównymi tematami malarstwa Zygmunta Radnickiego były martwe natury i pejzaże. Mniej miejsca poświęcał w swojej twórczości portretowi, kompozycjom figuralnym i wnętrzom. Stylistycznie twórczość Radnickiego należy, po wczesnym okresie związanym z formizmem, do nurtu postimpresjonizmu. Dzieła Radnickiego to próba połączenia doświadczeń, jakie wyniósł z formizmu i malarstwa Cézanne’a z eksperymentem kolorystycznym.
W latach sześćdziesiątych krytyka widziała w Radnickim jedynego malarza, który twórczo powrócił do prób formistycznych po wielu latach różnych zmian. W ostatnich obrazach zbliżał się do abstrakcji. Malował martwe natury i pejzaże, kompozycje figuralne, wnętrza.
Duże zespoły jego prac znajdują się w kolekcjach Muzeów Narodowych w Warszawie, Krakowie, Wrocławiu i Poznaniu. Wybitne dzieła posiadają także: Muzeum Narodowe w Kielcach, Muzeum Ślaskie w Katowicach, Muzeum Okręgowe im. L. Wyczółkowskiego w Bydgoszczy i Muzeum Okręgowe w Toruniu.
W 2015 Muzeum Narodowe w Krakowie i Akademia Sztuk Pięknych w Krakowie zorganizowały wystawę monograficzną Zygmunt Radnicki (1894–1969), której autorem był Światosław Lenartowicz, jednocześnie redaktor towarzyszącego ekspozycji katalogu. Równolegle w Galerii Akademii Sztuk Pięknych w Krakowie otwarto ekspozycję Zygmunt Radnicki Uczeń i nauczyciel.